# سیارک ۷۸۵

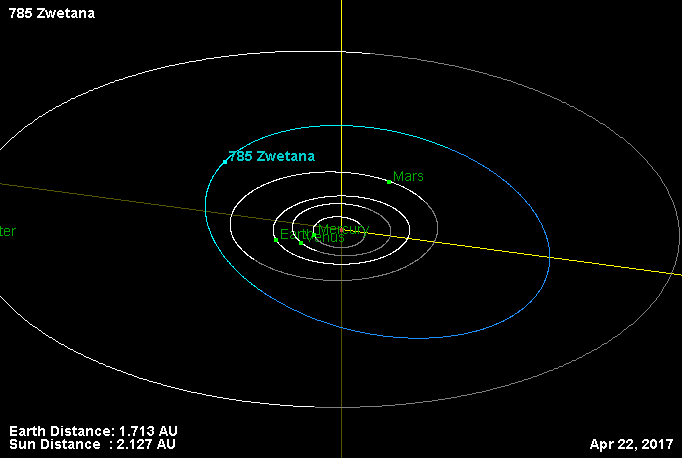
نمایی از محل قرارگیری سیارک ۷۸۵ در مدار – ۲۰۱۷

سیارک ۷۸۵ (به انگلیسی: 785 Zwetana، نامگذاری:1914UN) هفتصد و هشتاد و پنجمین سیارک کشف شده‌است که در ۳۰ مارس ۱۹۱۴ و در هایدلبرگ کشف شد.
قدر مطلق سیارک برابر ۹٫۴۵ است.